# Лоїс Гіббс
Лоїс Марі Гіббс (англ. Lois Marie Gibbs; нар. 25 червня 1951) — американська екологічна активістка. Організаторка локального руху проти екологічної кризи, чиїми зусиллями евакуйовано понад 800 сімей та вдосконалення американського законодавства. Засновниця некомерційного центру обміну небезпечними відходами (1981).

## Кар'єра
Займатись екоактивізмом почала в 1978 році, виявивши, що початкова школа її 5-річного сина в Ніагара-Фоллс, Нью-Йорк побудована на звалищі токсичних відходів. Повну історію виявив репортер «Niagara Gazette» Майкл Браун, а також приватна дослідницька група Calspan, яка виявила витік хімічних речовин у Love Channel. Розслідування показало, що ціла околиця, Love Channel, була побудована поверх звалища. Без попереднього досвіду громадської активності Гіббс організувала сусідів і створила Асоціацію домовласників Love Channel. Гіббс створила петицію і звернулась до мешканців, пройшовши від дверей до дверей, щоб зібрати підтримку. Гіббс зосереджувала свою роль на матері, яка бореться за здоров'я своїх дітей. Вона керувала своєю громадою в боротьбі з місцевим, державним і федеральним урядами, представивши підписи Департаменту охорони здоров'я штату Нью-Йорк. Після довгих років боротьби 833 сім'ї були евакуйовані і почалося очищення Love Channel. 
Гіббс стала героїнею національної преси. Президент Джиммі Картер згадав Гіббс як основну лідерку в русі за канал протягом 1980 року. Її зусилля призвели до створення всеосяжного закону про захист навколишнього середовища, компенсації та відповідальності США, або Superfund, який використовується для розміщення та очищення місць токсичних відходів на території США.
У 1980 році Гіббс сформувала Розрахунковий центр громадян для небезпечних відходів, в 1998 перейменований в Центр охорони здоров'я, навколишнього середовища та правосуддя (CHEJ), виконавчою директоркою якого є зараз. Це екологічний кризовий центр низового рівня, який надає інформацію, ресурси, технічну допомогу та навчання громадським групам по всій країні. Центр допомагає формувати сильні місцеві організації, щоб захистити околиці від впливу небезпечних відходів.
Гіббс написала кілька книг про історію Love Channel та наслідки токсичних відходів. 
Її історія екранізована у драмі Lois Gibbs (1982), телефільмі «The Love Canal Story», lt її зіграла Марша Мейсон.

## Нагороди та відзнаки
- П'ята щорічна премія Гайнца в навколишньому середовищі (1999)[5].
- Номінантка Нобелівської премії миру в 2003 році[6].
- Почесний ступінь від Haverford College за роботу в якості екологічної активістки (2006)[7].
- Почесний ступінь від Green Mountain College (2009).
- Почесний ступінь, докторка юридичних наук від Medaille College (2011).
- Почесний ступінь, докторка державної служби, від Tufts University (2013).

## Галерея

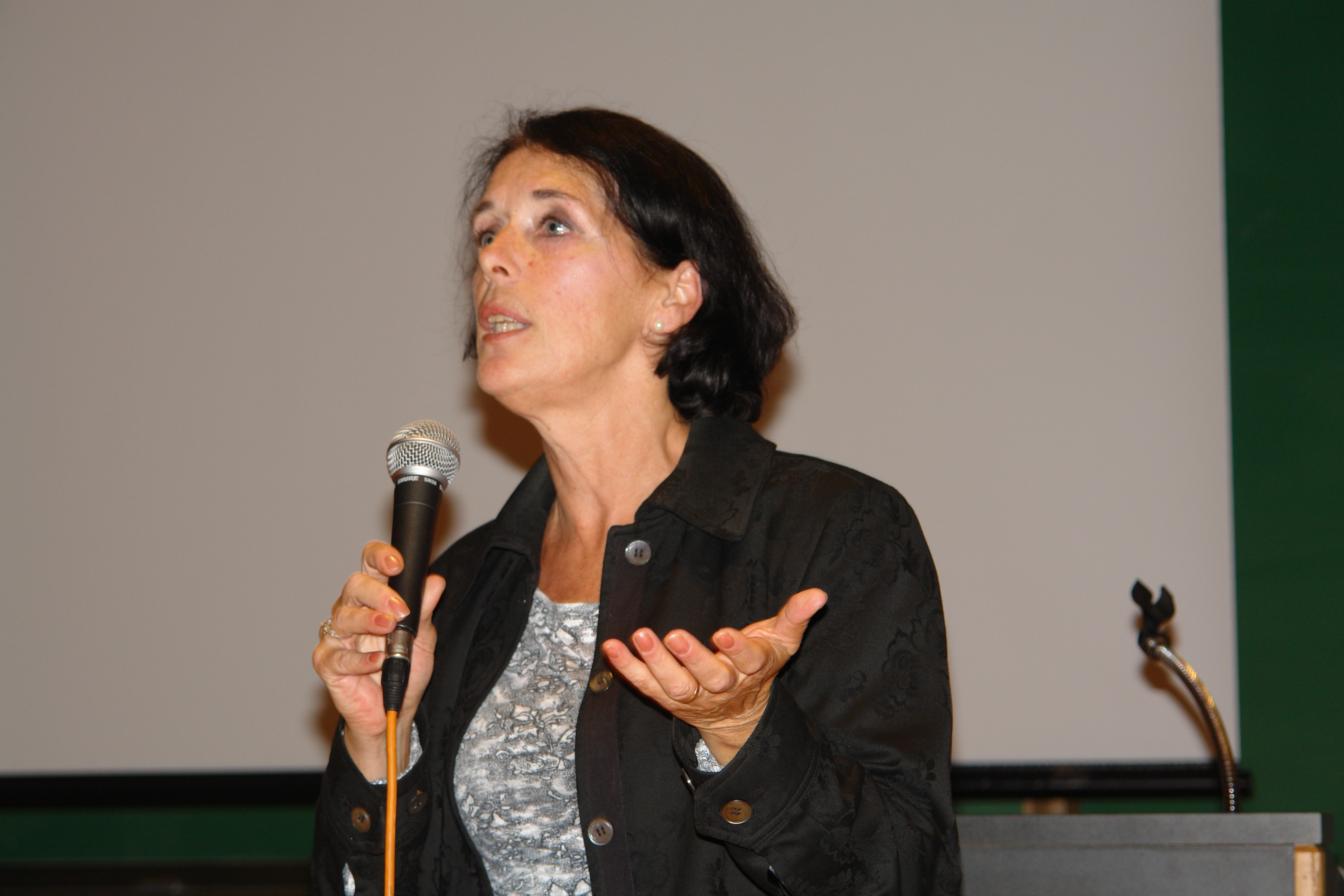
Лоїс Гіббс розмовляє з екологічними групами, які намагаються зупинити видобуток сульфіду біля Marquette, штат Мічиган
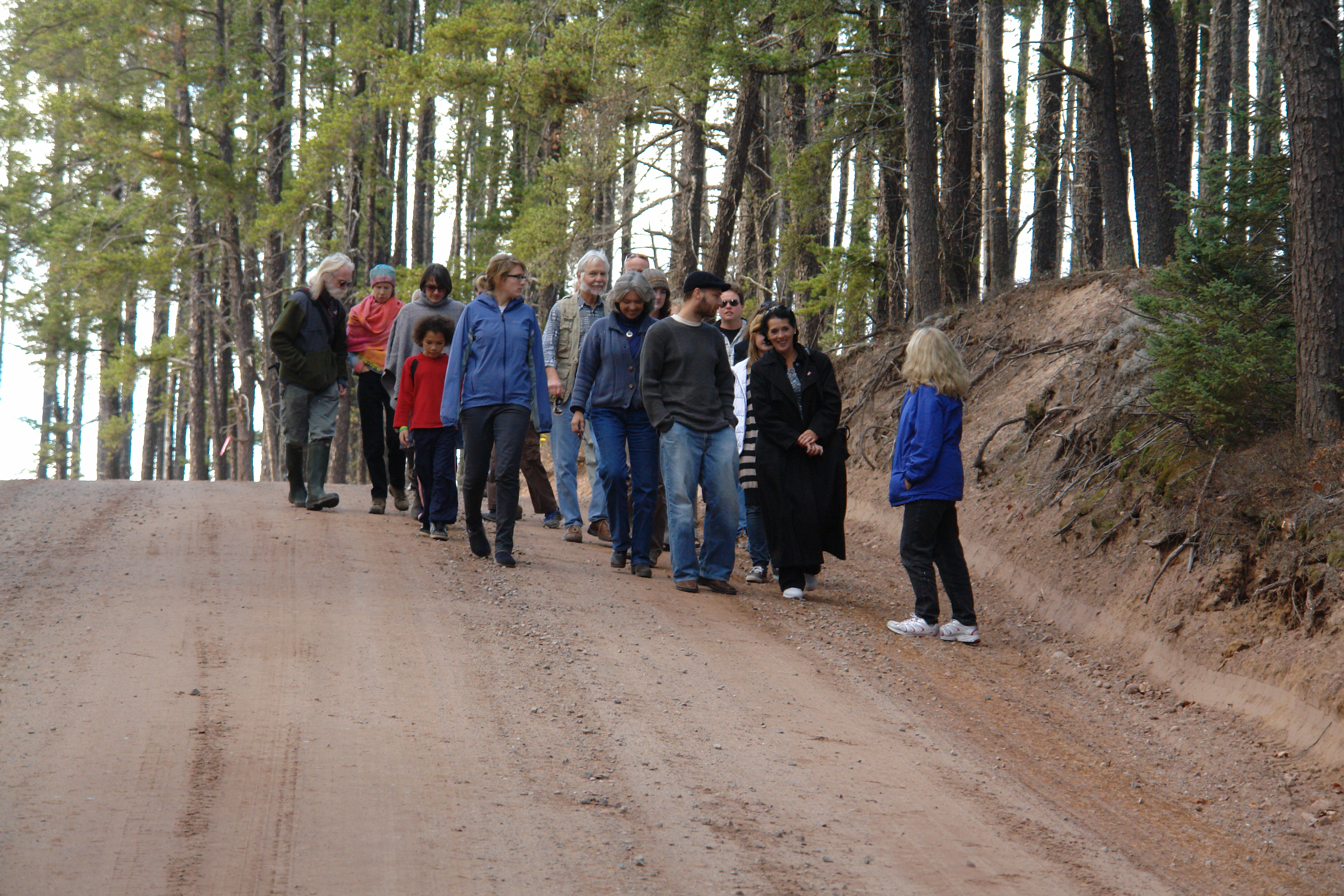
"Мати Суперфонду" Лоїс Гіббс веде противників видобутку сульфіду на марші до входу в шахту "Кеннекот Ігл Мінералс" біля озера Верхній і Біг-Бей
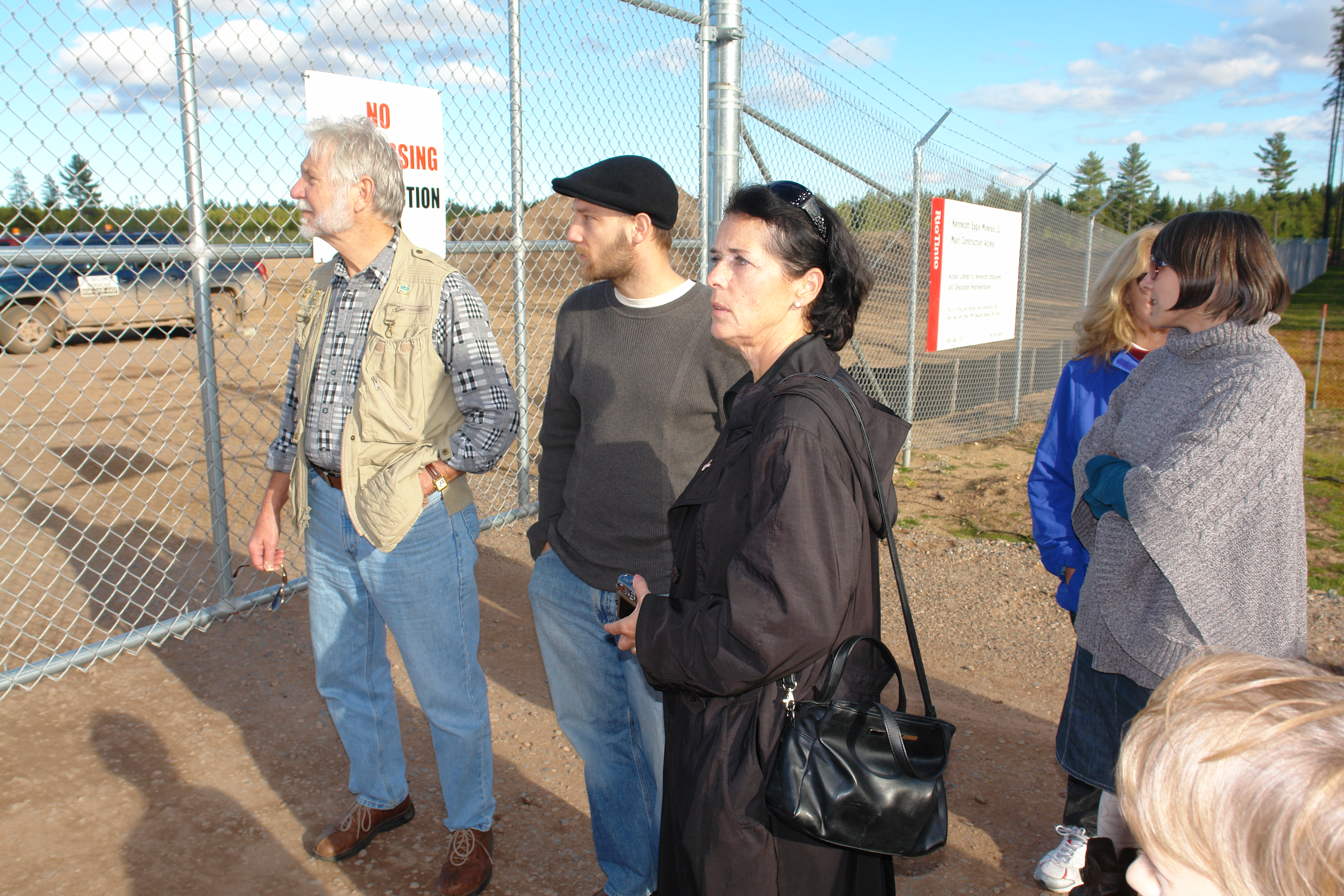
Гіббс біля входу в шахту сульфіду мінералів Kennecott біля озера Верхній і Біг-Бей, штат Мічиган
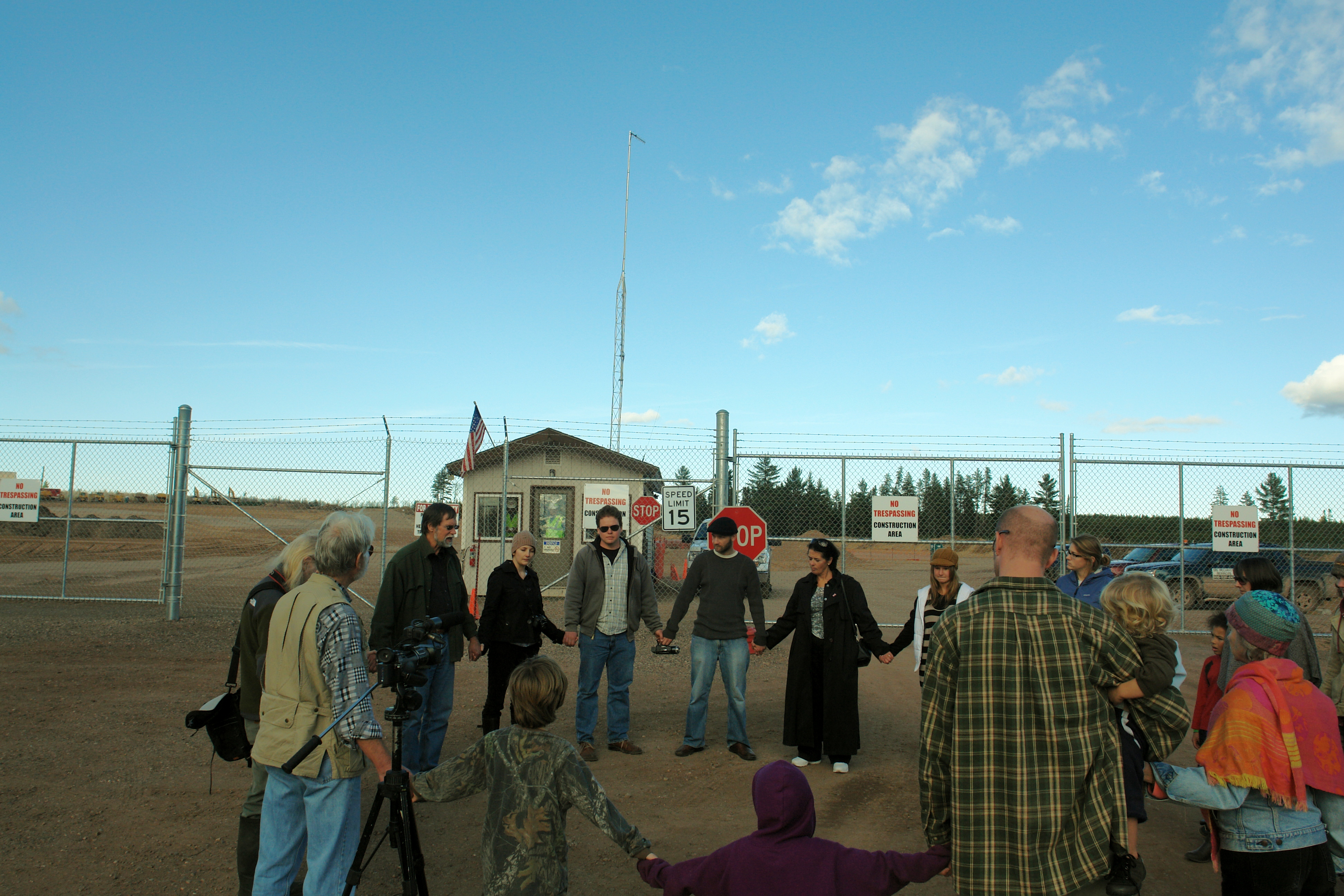
Лоїс Гіббс приєднується у колі співу, молитви і розробки стратегії біля входу в шахту Кеннекотт, яка будується біля Верхнього озера недалеко від Біг-Бей, штат Мічиган